# 크레용 신짱 4
크레용 신짱 4는 1994년 일본 반다이사에서 만든 짱구 게임이다. 반다이 짱구 게임 중에서는 최강의 완성도를 자랑한다.
전작들과는 달리 인터페이스에 큰 변화가 생겼다.

## 인터페이스
크레용신짱 4에서 전작들의 불편함을 개선하는 인터페이스가 등장한다.

### 스마일 (착한 어린이 스티커)
GB 크레용신짱2부터 등장한 이 스마일은 3개까지 저장 가능하며, 짱구의 에너지를 대표한다.
데미지를 받을 때마다 스마일이 사라지고 스마일이 없을 때 데미지를 받으면 라이프가 줄어든다.
함정에 빠질 경우 라이프가 하나 줄어들며, 스마일을 전부 잃게된다.

### 초코비
초코비인지, 코알라 마치인지는 확실하진 않지만 초코비로 추정된다. 30개를 모으면 라이프가 하나 증가한다.

### 변신 시스템
화면 아래의 사각형 칸에는 현재 변신 중인 동물이 표시된다. 변신은 액션가면을 제외하고는 시간이 지나도 풀리지 않으며, 데미지를 받으면 해제된다. 변신 동물마다 다른 능력을 가지고 있으므로 잘 이용할 수도 있다.

## 스테이지
스테이지는 총 4개로 구성되어 있다.

### 스테이지 1: 소풍지
짱구는 산으로 소풍을 가게 되는데, 간식 초코비를 초등학교 깡패 '다케시'가 뺏어가 버린다.
짱구는 초코비를 되찾기 위해 다케시를 쫓아간다.

### 스테이지 2: 후타바 유치원
떡잎유치원(후타바 유치원)의 장미반 치타, 가와무라 야스오가 짱구에게 결투를 신청한다.
미끄럼틀 위에서 기다리겠다는 말을 던지고 가버린 치타의 결투를 승락한 짱구는, 즉시 그곳으로 향한다.

### 스테이지 3: 액션 백화점
액션 백화점 옥상에서 액션가면 쇼가 열린다! 짱구는 엄마와 함께 반드시 액션가면 쇼를 볼 생각으로 옥상으로 향한다.

### 스테이지 4: 괌
퀴즈에 당첨되어 괌으로 놀러가게 된 짱구 일가! 짱구는 괌 이곳저곳을 탐험한다.

## 변신
변신 동물이 총 4종류로, 변신할 경우 각자의 특징을 살린 공격이나 여러 능력을 사용 가능하다. 데미지를 받을 때마다 다시 짱구로 변신한다.

### 닭
점프력이 상승한다. B 버튼을 누를 경우 알을 굴려 공격한다.
좋은 점프력 덕에 높은 곳으로 올라가는 것이 가능하다.

### 날다람쥐
점프 시 계속 점프 버튼을 연타하면 활공하며 천천히 떨어진다. 버튼 연타가 빠를수록 공중에도 오래 머무른다.
이를 이용하여 스테이지 1상단의 숨겨진 라이프를 획득할 수 있다.
B 버튼을 누를 경우 나뭇잎을 날리는데, 정면과 아래 2방향으로 날린다.
나뭇잎 공격을 근접한 거리에서 사용하면 적에게 한번에 2데미지를 주는 게 가능하다.

### 바퀴벌레
키가 작아져 좁은 곳에 들어가는 게 가능하며, B 버튼을 누를 경우 더듬이가 늘어나 공격한다.
더듬이는 시간이 지나면 들어간다.

### 액션가면
잠깐 동안 변신한다. 무적이 되며, 적에게 닿아도 데미지를 받지 않는다.
B 버튼을 누르면 액션 빔을 날린다.
단 함정에 빠지면 라이프를 잃는다.

## 적들
- 깡패 A

그냥 일정 구역을 반복해서 걸어다닌다. 닿을 경우만 데미지를 받는다.
- 깡패 B

쭉쭉이 풍선을 입에 물고, 짱구가 접근 시 훅 불어 쭉쭉이 풍선으로 공격한다.
- 깡패 C

철수를 닮은 이 적은 종이비행기를 들고 다니며, 짱구가 접근 시 던진다. 비행기를 공격하여 상쇄가 가능하며, 밟아 퇴치 가능하다.
- 깡패 D

나뭇임 들고 다닌다. 우산은 스프링과 비슷한 역할을 한다. 밟아 쓰러트릴 수 없다.
- 테루노부

덩치가 크고 무척 빠르다. 체력이 2다. 날다람쥐로 근접해서 공격할 경우 한번에 쓰러트릴 수 있다.

## 보스
- 다케시

스테이지 1 보스. 초등학교 4학년 깡패. 화면 끝을 걸어다니다 왼쪽 혹은 오른쪽에서 모자를 날려 공격한다. 체력은 3.
- 치타 (가와무라 야스오)

스테이지 2 보스. 장미반의 발 빠른 아이 (하지만 엄마에게 쫓길 때의 짱구와는 비교도 안 된다.). 멀리뛰기로 공격한다. 체력은 4.
- 블랙 메케메케단 곰 괴물

스테이지 3 보스. 액션가면의 적인 블랙 메케메케단의 곰 괴물. 트램펄린 위를 튀어다니며 공을 던진다. 체력은 3.
- 야자열매 파는 아저씨

스테이지 4 보스. 왜 싸우는지도 모르는 이 아저씨는 최종보스로, 나무 위에 열매를 올려놓고 엉덩방아를 찧어 떨어트려 공격한다. 체력은 6~8.

## 미니게임
스마일 (착한 어린이 스티커)을 스테이지가 끝날 때 게임 코너에서 사용해 게임을 즐길 수 있다.
한 게임을 반복해서 플레이할 수도 있다. 한 게임당 총 10레벨까지 존재한다. 단, 스토리모드에서는 최대 9레벨까지 (스티커 3개에 2,3,4스테이지.) 가능하며 10레벨은 미니게임을 따로 플레이하는 곳에서 할 수 있다.
- 게임 A

짱구가 상하 4방향으로 이동하며 달려드는 블랙 메케메케단 잔당을 쓰러트려야 한다. B 버튼으로 빔 건을 쏴 적을 날려버린다.
메케메케단이 짱구 앞까지 접근하면 게임 오버. 중간에 나오는 액션가면 아이템을 얻으면 모든 적을 날려버린다.

성공 시 초코비 15개를 받는다.
- 게임 B

짱구를 움직이며 B버튼으로 잠자리채를 휘두른다. 들썩이는 풀숲에서 나오는 벌레들을 잡는 게임이다. 4레벨 후에는 방해꾼이 등장한다.

성공 시 일정 변신 코스튬을 받는데, 랜덤으로 선택된다.
- 게임 C

미끄럼틀을 내려가 1UP를 얻는 게임. 처음에 흰둥이가 시범을 보인다. 제일 어려운 미니게임이다.
2레벨부터 스프링이 등장하며 레벨이 오를 때마다 스프링이 한개씩 늘어난다. 스프링에 점프하는 타이밍 잡기가 매우 힘들다.

성공 시 라이프가 하나 증가한다.